# Huperzia nyalamensis
Huperzia nyalamensis là một loài thực vật có mạch trong Họ Thạch tùng. Loài này được Ching & S.K. Wu mô tả khoa học đầu tiên năm 1981.